# Lavassaare (jezioro)
Lavassaare järv (est. Lavassaare järv) – jezioro w gminie Koonga w prowincji Parnawa w Estonii. Położone jest na wschód od miejscowości Õepa. Ma powierzchnię 194,5 hektara, linię brzegową o długości 8294 m, długość 2870 m i szerokość 930 m. Wypływa z niego rzeka Audru.